# Campeonato Uruguayo de Fútbol Femenino 2013
El Campeonato Uruguayo de Fútbol Femenino 2013 es la decimoséptima edición del Campeonato Uruguayo de Fútbol Femenino.
El torneo consiste en un campeonato a una ronda todos contra todos, clasificando a la Copa de Oro los primeros ocho y los restantes siete a la de Copa de Plata.
Nacional hizo historia al clasificar a la segunda ronda del Campeonato Uruguayo cuando todavía restaban 15 puntos en disputa. Además, las tricolores batieron el registro histórico de la AUF al imponerse a Huracán Buceo por la goleada de 28 a 0. El récord es casi imbatible: un gol cada 3.21 minutos, y la delantera Martina González quebró el registro individual de goleo tras marcar 9 goles en un mismo encuentro.
El campeón y clasificado a la Copa Libertadores fue Colón Fútbol Club.

## Datos de los equipos
Notas: todos los datos estadísticos corresponden únicamente a los Campeonatos Uruguayos organizados por la Asociación Uruguaya de Fútbol desde el año 1997 (no se incluyen otros torneos no oficiales). Las fechas de fundación de los equipos son las declaradas por los propios clubes implicados. La columna "estadio" refleja el estadio dónde el equipo más veces oficia de local en sus partidos, pero no indica que el equipo en cuestión sea propietario del mismo.

## Equipos participantes

### Datos de los equipos
| Club                 | Ciudad      | Estadio            | Capacidad | Fundación                | Temporadas | Temp. Consecutivas | Títulos | Subtítulos | 2012             |
| -------------------- | ----------- | ------------------ | --------- | ------------------------ | ---------- | ------------------ | ------- | ---------- | ---------------- |
| Cerro                | Montevideo  | Héctor Da Cunha    | -         | 1 de diciembre de 1922   | 8          | 6                  | 1       | 1          | Campeón          |
| Colón                | Montevideo  | Parque Suero       | 2.000     | 12 de marzo de 1907      | 4          | 4                  | —       | —          | Cuartos de final |
| Huracán              | Montevideo  | Parque Bossio      | -         | 1 de agosto de 1954      | 10         | 9                  | —       | 2          | Cuartos de final |
| Huracán Buceo        | Montevideo  | Parque Huracán     | 6.000     | 15 de marzo de 1937      | 3          | —                  | —       | —          | —                |
| Montevideo Wanderers | Montevideo  | Devoto (cancha 2)  | -         | 15 de agosto de 1902     | 10         | 1                  | —       | —          | Vicecampeón      |
| Nacional             | Montevideo  | Los Céspedes       | -         | 14 de mayo de 1899       | 11         | 3                  | 4       | 4          | Semifinalista    |
| Peñarol              | Montevideo  | José Pedro Damiani | 12.000    | 28 de septiembre de 1891 | 1          | 1                  | —       | —          | Primera fase     |
| Racing               | Montevideo  | Racing             | -         | 6 de abril de 1919       | 7          | 2                  | —       | —          | Primera Fase     |
| Río Negro City       | Río Negro   | Parque Suero       | 2.000     | 2010                     | 1          | 1                  | —       | —          | Cuartos de final |
| River Plate          | Montevideo  | River Plate        | -         | 11 de mayo de 1932       | 8          | —                  | 2       | 2          | —                |
| Rocha                | Rocha       | Sobrero            | -         | 1 de agosto de 1999      | 1          | 1                  | —       | —          | Primera Fase     |
| Salus                | Montevideo  | Parque Salus       | -         | 10 de abril de 1928      | 2          | 2                  | —       | —          | Cuartos de final |
| San Francisco        | Las Piedras | Monegal            | 6.000     | 19 de septiembre de 1958 | 4          | 4                  | —       | —          | Primera fase     |
| Seminario            | Montevideo  | -                  | -         | -                        | 2          | 2                  | —       | —          | Primera fase     |
| UdelaR               | Montevideo  | La Bombonera       | 6.000     | 18 de julio de 1849      | 8          | 8                  | —       | —          | Primera fase     |

## Desarrollo

### Fixture
| Huracán F.C.   | 1:0 | Seminario            | Parque Bossio   | 7 de abril de 2013 |
| UdelaR         | 0:6 | Montevideo Wanderers | La Bombonera    | 7 de abril de 2013 |
| Cerro          | 3:2 | Peñarol              | Héctor Da Cunha | 7 de abril de 2013 |
| Colón          | 4:4 | River Plate          | Parque Suero    | 7 de abril de 2013 |
| Nacional       | 5:0 | Racing               | Los Céspedes    | 7 de abril de 2013 |
| Río Negro City | 6:2 | Salus                | Parque Suero    | 7 de abril de 2013 |
| Rocha          | 0:3 | San Francisco        | Rampla de Rocha | 7 de abril de 2013 |

| Montevideo Wanderers | 8:1  | Rocha          | Devoto (cancha 2)    | 13 de abril de 2013 |
| Peñarol              | 0:7  | Nacional       | José Pedro Damiani   | 13 de abril de 2013 |
| River Plate          | 1:0  | Río Negro City | Complejo River Plate | 14 de abril de 2013 |
| Racing               | 1:3  | Colón          | Complejo Racing      | 14 de abril de 2013 |
| Salus                | 0:4  | Cerro          | Parque Salus         | 14 de abril de 2013 |
| Huracán Buceo        | 0:12 | Huracán F.C.   | Parque Huracán       | 14 de abril de 2013 |
| San Francisco        | 2:1  | UdelaR         | Monegal              | 16 de abril de 2013 |

| Colón          | 1:0 | Peñarol              | Parque Suero    | 20 de abril de 2013 |
| Huracán F.C.   | 1:2 | San Francisco        | Parque Bossio   | 21 de abril de 2013 |
| UdelaR         | 1:1 | Seminario            | La Bombonera    | 21 de abril de 2013 |
| Cerro          | 2:4 | Montevideo Wanderers | Héctor Da Cunha | 21 de abril de 2013 |
| Nacional       | 3:1 | River Plate          | Los Céspedes    | 21 de abril de 2013 |
| Río Negro City | 0:1 | Racing               | Parque Huracán  | 21 de abril de 2013 |
| Rocha          | 3:0 | Huracán Buceo        | Rampla de Rocha | 21 de abril de 2013 |

| Montevideo Wanderers | 1:2 | Colón          | Devoto (cancha 2)  | 27 de abril de 2013 |
| Seminario            | 0:8 | Nacional       | Parque Huracán     | 28 de abril de 2013 |
| Peñarol              | 2:0 | Río Negro City | José Pedro Damiani | 28 de abril de 2013 |
| Racing               | 3:1 | Rocha          | Complejo Racing    | 28 de abril de 2013 |
| Salus                | 1:0 | Huracán F.C.   | Parque Salus       | 28 de abril de 2013 |
| San Francisco        | 0:2 | Cerro          | Monegal            | 28 de abril de 2013 |
| Huracán Buceo        | 0:6 | UdelaR         | Parque Huracán     | 28 de abril de 2013 |

| Huracán F.C.   | 0:9  | River Plate   | Parque Bossio   | 12 de mayo de 2013 |
| UdelaR         | 0:0  | Salus         | La Bombonera    | 12 de mayo de 2013 |
| Cerro          | 4:2  | Racing        | Héctor Da Cunha | 12 de mayo de 2013 |
| Colón          | 8:0  | San Francisco | Parque Suero    | 12 de mayo de 2013 |
| Huracán Buceo  | 0:28 | Nacional      | Parque Huracán  | 12 de mayo de 2013 |
| Río Negro City | 3:0  | Seminario     | Parque Suero    | 12 de mayo de 2013 |
| Rocha          | 1:2  | Peñarol       | Sobrero         | 12 de mayo de 2013 |

| Seminario            | 0:1  | Rocha          | La Bombonera         | 19 de mayo de 2013 |
| Montevideo Wanderers | 5:1  | Huracán F.C.   | Devoto (cancha 2)    | 19 de mayo de 2013 |
| Peñarol              | 3:0  | UdelaR         | La Bombonera         | 19 de mayo de 2013 |
| River Plate          | 1:2  | Cerro          | Complejo River Plate | 19 de mayo de 2013 |
| Salus                | 0:3  | Nacional       | -                    | 19 de mayo de 2013 |
| San Francisco        | 2:4  | Río Negro City | Monegal              | 19 de mayo de 2013 |
| Colón                | 18:0 | Huracán Buceo  | Parque Suero         | 19 de mayo de 2013 |

| Huracán F.C.   | 1:3 | Peñarol              | Parque Bossio   | 26 de mayo de 2013 |
| UdelaR         | 3:0 | Racing               | La Bombonera    | 26 de mayo de 2013 |
| Cerro          | 4:0 | Seminario            | Héctor Da Cunha | 26 de mayo de 2013 |
| Colón          | 0:1 | Salus                | Parque Suero    | 26 de mayo de 2013 |
| Nacional       | 1:0 | Montevideo Wanderers | Los Céspedes    | 26 de mayo de 2013 |
| Río Negro City | 9:1 | Huracán Buceo        | Parque Suero    | 26 de mayo de 2013 |
| Rocha          | 0:3 | River Plate          | Sobrero         | 26 de mayo de 2013 |

| Huracán Buceo        | 1:4 | San Francisco | -            | 6 de junio de 2013 |
| UdelaR               | 2:2 | Huracán F.C.  | -            | 6 de junio de 2013 |
| Río Negro City       | 0:8 | Nacional      | Parque Suero | 6 de junio de 2013 |
| River Plate          | 4:1 | Peñarol       | -            | 6 de junio de 2013 |
| Colón                | 3:2 | Cerro         | Parque Suero | 6 de junio de 2013 |
| Montevideo Wanderers | 3:0 | Seminario     | -            | 6 de junio de 2013 |
| Salus                | 1:1 | Racing        | -            | 6 de junio de 2013 |

| Peñarol       | 2:2 | Montevideo Wanderers | La Bombonera     | 9 de junio de 2013 |
| Cerro         | 2:2 | UdelaR               | Héctor Da Cunha  | 9 de junio de 2013 |
| Racing        | 2:3 | River Plate          | Complejo Racing  | 9 de junio de 2013 |
| Nacional      | 3:1 | Colón                | Parque Huracán   | 9 de junio de 2013 |
| San Francisco | 1:0 | Salus                | Martínez Monegal | 9 de junio de 2013 |
| Rocha         | 1:1 | Río Negro City       | Sobrero          | 9 de junio de 2013 |
| Seminario     | 3:0 | Huracán Buceo        | -                | 9 de junio de 2013 |

| Peñarol       | 8:1  | Huracán Buceo        | Parque Suero         | 23 de junio de 2013 |
| Cerro         | 3:0  | Huracán F.C.         | Héctor Da Cunha      | 23 de junio de 2013 |
| River Plate   | 1:1  | Montevideo Wanderers | Complejo River Plate | 23 de junio de 2013 |
| Colón         | 5:0  | UdelaR               | Parque Suero         | 23 de junio de 2013 |
| Nacional      | 11:0 | Rocha                | Los Céspedes         | 23 de junio de 2013 |
| Salus         | 6:0  | Seminario            | Parque Salus         | 23 de junio de 2013 |
| San Francisco | 1:4  | Racing               | Martínez Monegal     | 23 de junio de 2013 |

### Posiciones[11]
| Pos. | Equipos              | PJ | PG | PE | PP | GF  | GC  | Dif. | Pts. |
| ---- | -------------------- | -- | -- | -- | -- | --- | --- | ---- | ---- |
| 1.   | Nacional             | 14 | 14 | 0  | 0  | 100 | 3   | 97   | 42   |
| 2.   | Colón                | 14 | 11 | 1  | 2  | 62  | 14  | 48   | 34   |
| 3.   | River Plate          | 14 | 10 | 2  | 2  | 64  | 14  | 50   | 32   |
| 4.   | Montevideo Wanderers | 14 | 9  | 2  | 3  | 51  | 14  | 37   | 29   |
| 5.   | Cerro                | 14 | 9  | 2  | 3  | 45  | 22  | 23   | 29   |
| 6.   | Peñarol              | 14 | 8  | 1  | 5  | 41  | 25  | 16   | 25   |
| 7.   | Racing               | 14 | 8  | 1  | 5  | 32  | 21  | 11   | 25   |
| 8.   | Río Negro City       | 14 | 6  | 2  | 6  | 31  | 30  | 1    | 20   |
| 9.   | Salus                | 14 | 4  | 3  | 7  | 18  | 27  | -9   | 15   |
| 10.  | Rocha                | 14 | 4  | 2  | 8  | 17  | 45  | -28  | 14   |
| 11.  | UdelaR               | 14 | 3  | 4  | 7  | 17  | 38  | -21  | 13   |
| 12.  | San Francisco        | 14 | 4  | 1  | 9  | 14  | 47  | -37  | 13   |
| 13.  | Huracán              | 14 | 2  | 1  | 11 | 18  | 44  | -26  | 7    |
| 14.  | Seminario            | 14 | 1  | 2  | 11 | 11  | 46  | -35  | 5    |
| 15.  | Huracán Buceo        | 14 | 0  | 0  | 14 | 4   | 135 | -131 | 0    |

### Copa de Oro[12]
| Pos. | Equipos        | PJ | PG | PE | PP | GF | GC | Dif. | Pts. |
| ---- | -------------- | -- | -- | -- | -- | -- | -- | ---- | ---- |
| 1.   | Colón          | 7  | 5  | 1  | 1  | 22 | 7  | 15   | 16   |
| 2.   | Nacional       | 7  | 6  | 0  | 1  | 18 | 4  | 14   | 15   |
| 3.   | Wanderers      | 7  | 5  | 0  | 2  | 17 | 8  | 9    | 15   |
| 4.   | Cerro          | 7  | 4  | 1  | 2  | 13 | 9  | 4    | 13   |
| 5.   | River          | 7  | 4  | 0  | 3  | 23 | 14 | 9    | 12   |
| 6.   | Río Negro City | 7  | 2  | 0  | 5  | 10 | 28 | -18  | 6    |
| 7.   | Racing         | 7  | 1  | 0  | 6  | 3  | 19 | -16  | 3    |
| 8.   | Peñarol        | 7  | 0  | 0  | 7  | 5  | 22 | -17  | 0    |

1. ↑  La explicación más probable a que haya jugado contra el 7º es que le hayan descontado exactamente 3 puntos, teniendo en cuenta que no se presentó a jugar el último partido contra Colón, que fue registrado como derrota 3-0.

#### Cuartos de final
| 8 de diciembre de 2013 | Colón | 7:1 | Peñarol | La Bombonera, Montevideo |  |
| 9:30                   |       |     |         |                          |  |

| 9 de diciembre de 2013 | Nacional | w/o | Racing |  |  |

| 11 de diciembre de 2013 | Wanderers | 3:2     | Río Negro City | San Eugenio, Montevideo |  |
| 17:45                   |           | Reporte |                |                         |  |

| 11 de diciembre de 2013 | Cerro | 2:1     | River Plate | San Eugenio, Montevideo |  |
| 19:30                   |       | Reporte |             |                         |  |

#### Semifinales
| 15 de diciembre de 2013 | Colón | 3:0     | Wanderers | Estadio José Nasazzi, Montevideo |  |
| 10:00                   |       | Reporte |           |                                  |  |

| 15 de diciembre de 2013 | Nacional                                                          | 2:2 (2:2) (5:4 p.)         | Cerro                                               | Estadio José Nasazzi, Montevideo |                              |
| 17:30                   | Garrido 5' · González 9'                                          | Reporte                    | Kirchnitz 15' (a.g.) · Arrúa 22'                    | Asistencia: 100 espectadores     | Asistencia: 100 espectadores |
|                         |                                                                   | Tiros desde el punto penal |                                                     |                                  |                              |
|                         | Garrido · González · R Soravilla · F. Silvera · Medina · Silveira |                            | Olivera · Díaz · Hernández · Viana · Arrúa · García |                                  |                              |

#### Final
| 17 de diciembre de 2013 | Colón | 1:0 | Nacional | Complejo San Eugenio, Montevideo |  |

| Uruguay                                 |
| Campeón Uruguayo 2013 Colón 1.er título |